# Josep Maria Allué Esteve

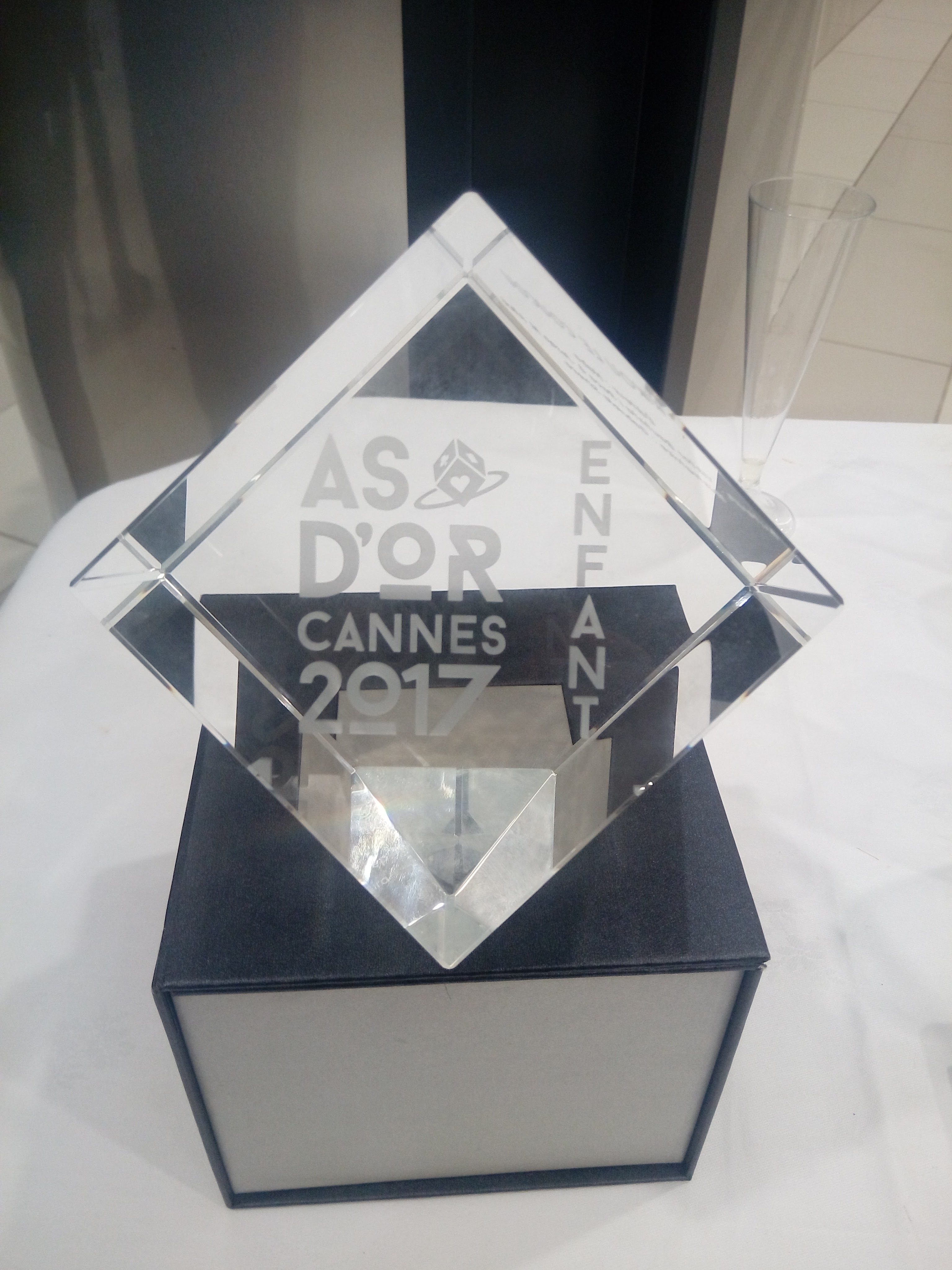
As d'Or 2017

Josep Maria Allué i Esteve (Barcelona, 1968) que signa com a Josep M. Allué és un autor de jocs de taula i de llibres sobre jocs català. Els seus llibres i jocs han estat traduïts en moltes llengües. Primer va realitzar encàrrecs i més endavant ja va aconseguir publicar amb el seu nom.
El joc que li ha proporcionat un més gran reconeixement internacional és El niu del cucut, amb què ha guanyat conjuntament amb Víktor Bautista i Roca, el premi As d'Or el 2017 al millor joc infantil de l'any al Festival Internacional del Joc a Canes (França). És el primer cop que uns catalans guanyen un premi tan prestigiós a nivell europeu. El joc va ser traduït entre d'altres en alemany (Zum kuckuck), anglès (Go cuckoo), francès (Kikou le coucou), neerlandès (Kiki koekoek) i castellà (El cuco Kiko estrena nido).

## Obres destacades

### Llibres[7]
- El gran llibre dels jocs (1998)[1]
- Jocs d'exterior (1999)[8]
- Jocs d'interior (1999)[9]

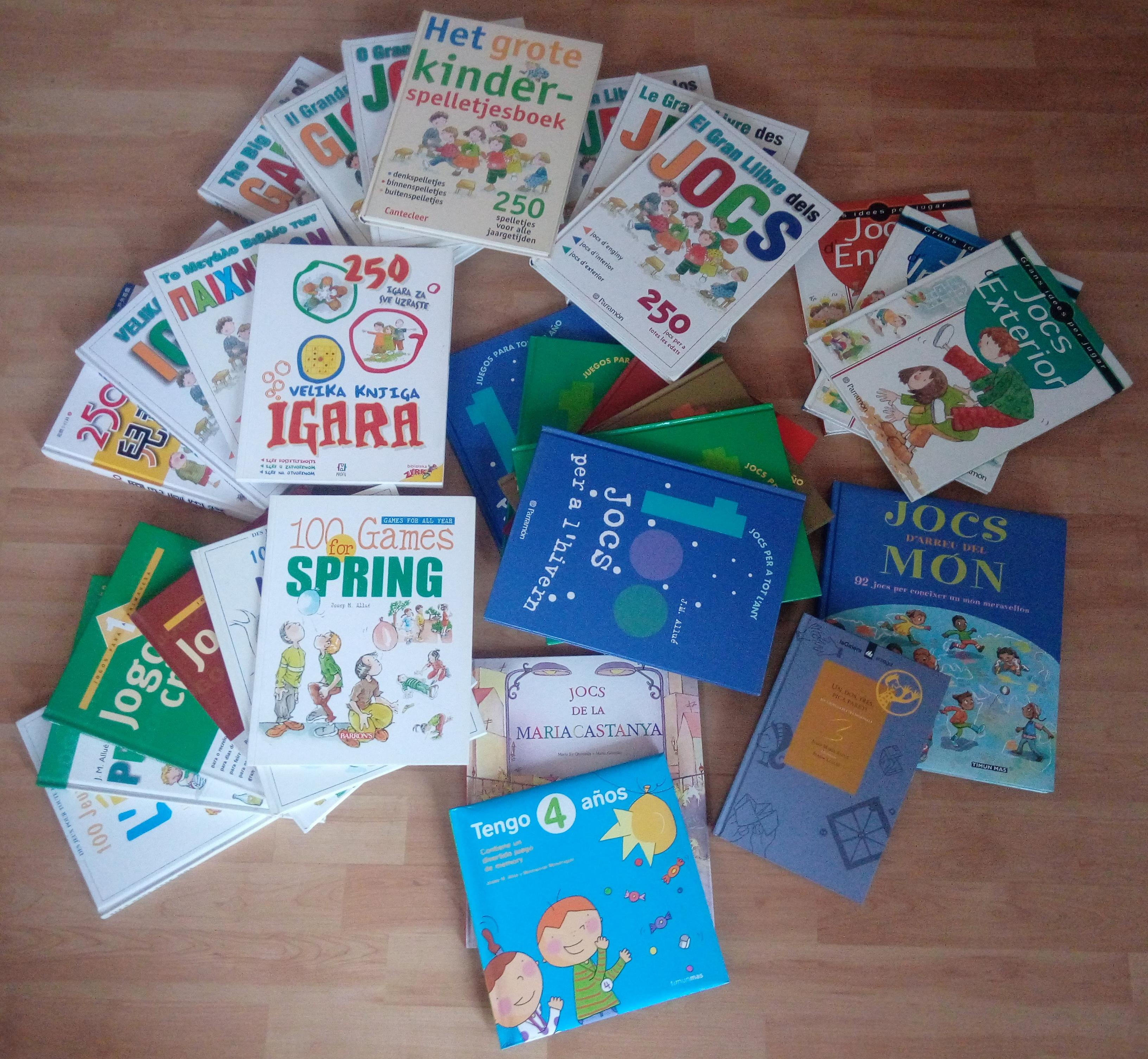
Frontis d'uns llibres

- Jocs per a tot l'any (1999), de vegades editat en volums separats per cada estació: Jocs per a la primavera, Jocs per a l'estiu, Jocs per a la tardor i Jocs per a l'hivern[1]
- El juego (2002), volum V de Enciclopedia de los padres de hoy dirigida per Olga Muriscot i Lourdes Llop[10]
- Jocs d'arreu del món: 92 jocs per conèixer un món meravellós (2003)[11]
- Joguines d'ahir, joguines d'avui (catàleg de l'exposició) (2004), Museu d'Història de Sabadell

### Jocs[12]
El primer joc que va poder publicar signat amb el seu nom va ser l'infantil Érase una vez..., amb Educa Borràs. Dixit Jinx és el primer joc que va editar a l'estranger. L'editorial catalana HomoLudicus en va fer una edició en català, castellà i portuguès i l'editorial francesa Libellud l'edició internacional com a Dixit Jinx. Entre molts altres jocs destaquen Capitán Flint, premi «jugamos Tod@s» 2016 i Baobab premiat el 2017 al UK Games Expo.
Amb Daniel Gómez, soci seu a l'empresa Idea Lúdica des del 2014, va crear bona part dels jocs educatius de la línia Games & Friends de l'editorial valenciana Cayro com ara Mi Mic, Fakes, Fast words i altres. Amb l'editorial Devir van publicar Dragons & Chickens que és un joc d'agudesa visual i reflexos que fa un homenatge humorístic al clàssic joc de rol Dungeons & Dragons. Castellers! il·lustrat pel dibuixant Albert Monteys i ambientat en el món casteller, va dirigit a tothom.
Amb Víktor Bautista i Roca va crear el 2006 ¿Quién tiene mi corona? basat en un joc de l'autor francès Roberto Fraga), Pesca Polar, (2007) Аппетитный замок (El castell apetitós) i el premiat El niu del cucut (2016). Sol o amb Daniel Gómez també ha creat múltiples jocs d'encàrrec per a Educa Borràs i altres editorials.

## Premis
- 2016 premi Jugamos Todos a millor autor estatal pel joc Capitán Flint.[13]
- 2017
  - Baobab millor joc infantil al UK Games Expo.[14]
  - As d'Or al millor joc infantil (França)[3]